# Gründen
Gründen is een voormalige gemeente in het Zwitserse kanton Wallis, en maakt sinds 1923 deel uit van de gemeente Ausserberg in het district Westlich Raron. De gemeente bestond uit de gehuchten Bord, Egga, Wasserleita en Zer Mili en was een enclave in Ausserberg.